# Helgolandsgade
Helgolandsgade er en gade på Vesterbro i København der går fra Vesterbrogade til Halmtorvet. Gaden er især præget af hoteller, da den ligger i nærheden af Københavns Hovedbanegård. I nr. 6 lå Vestre Borgerdyd Skole i mange år.
Gaden blev først etableret omkring 1880, hvilket gør den til en af de yngste gader på det indre Vesterbro. Før da lå det store Hintzes Gartneri i området. Det havde hovedbygning mod Vesterbrogade og et bagvedliggende område ned mod det nuværende Halmtorvet med frugttræer og bærbuske. Gaden blev navngivet i 1891 efter Nordsø-øen Helgoland, hvor den danske flåde sejrede under Slaget ved Helgoland i 1864.

## Bygninger
Helgolandsgade domineres ikke mindst af hoteller. Hotel Hebron i nr. 4 blev åbnet i 1898 af Indre Mission, der stadig ejer det. Bygningen blev tegnet af Christian Mandrup-Poulsen. Det 200 værelser store First Hotel Mayfair i nr. 3 drives af First Hotels. Det blev fusioneret med kædens Hotel Excelsior på Colbjørnsensgade på den anden side af karréen i 2016. Hotel Axel Guldsmeden i nr. 11 er Guldsmeden Hotels flagskib i København. Andersen Boutique Hotel og Absalon Hotel, der ligger på hver deres hjørne af Istedgade, drives begge af Andersen Fonden.
Borgerdydskolens tidligere bygning i nr. 6 blev tegnet af Frederik Levy. Skolen blev grundlagt i Nørregade i 1787 og fik senere en afdeling på Christianshavn. Den blev senere selvstændig og flyttede til Helgolandsgade i 1893. Skolen ligger nu på Sjælør Boulevard under navnet Københavns åbne Gymnasium. Bygningen på Helgolandsgade blev ombygget til lejligheder i 2005-2008. Værnehjemmet Bethania i nr. 8 blev opført som et hjem for ugifte kvinder på initiativ af Regitze Barner. Den nationalromantiske bygning blev opført i 1880 efter tegninger af Emil Jørgensen. Nr. 2 er fra 1875 og blev opført efter tegninger af Georg Wittrock og Johan Schrøder